# 法比安·恩斯特
法比安·恩斯特（Fabian Ernst，1979年5月30日—），出生於德國漢諾威，是德國足球運動員，司職防守中場，效力土耳其聯賽班霸比錫達斯。

## 生平

### 球會
出身於德國小型球會漢諾威96，曾於1998-2000年間效力漢堡。效力漢堡時共上陣48場，沒有進球。
恩斯特終其球員生涯，效力最大的球會乃雲達不萊梅。這也是恩斯特最成功之時。他於2000-05年間效力，一共出賽152場德甲，打入11球。這段期間恩斯特隨球會贏得2004年德甲和德國盃雙料冠軍，並於翌年打入歐洲聯賽冠軍盃。2005年他轉會到沙爾克04，可是卻只能取得兩屆德甲亞軍（2005、2007）。
2009年，恩斯特征戰海外，轉至土耳其班霸比錫達斯。

### 國家隊
恩斯特乃於2002年首次進入德國國家隊。惟迄今僅參加過2004年歐洲國家盃一項大型賽事。截至2007年，他代表國家隊出場24次，打入1球。

## 獎項
- 德甲聯賽冠軍：2004
- 德國盃：2004